# Kvibergs museum

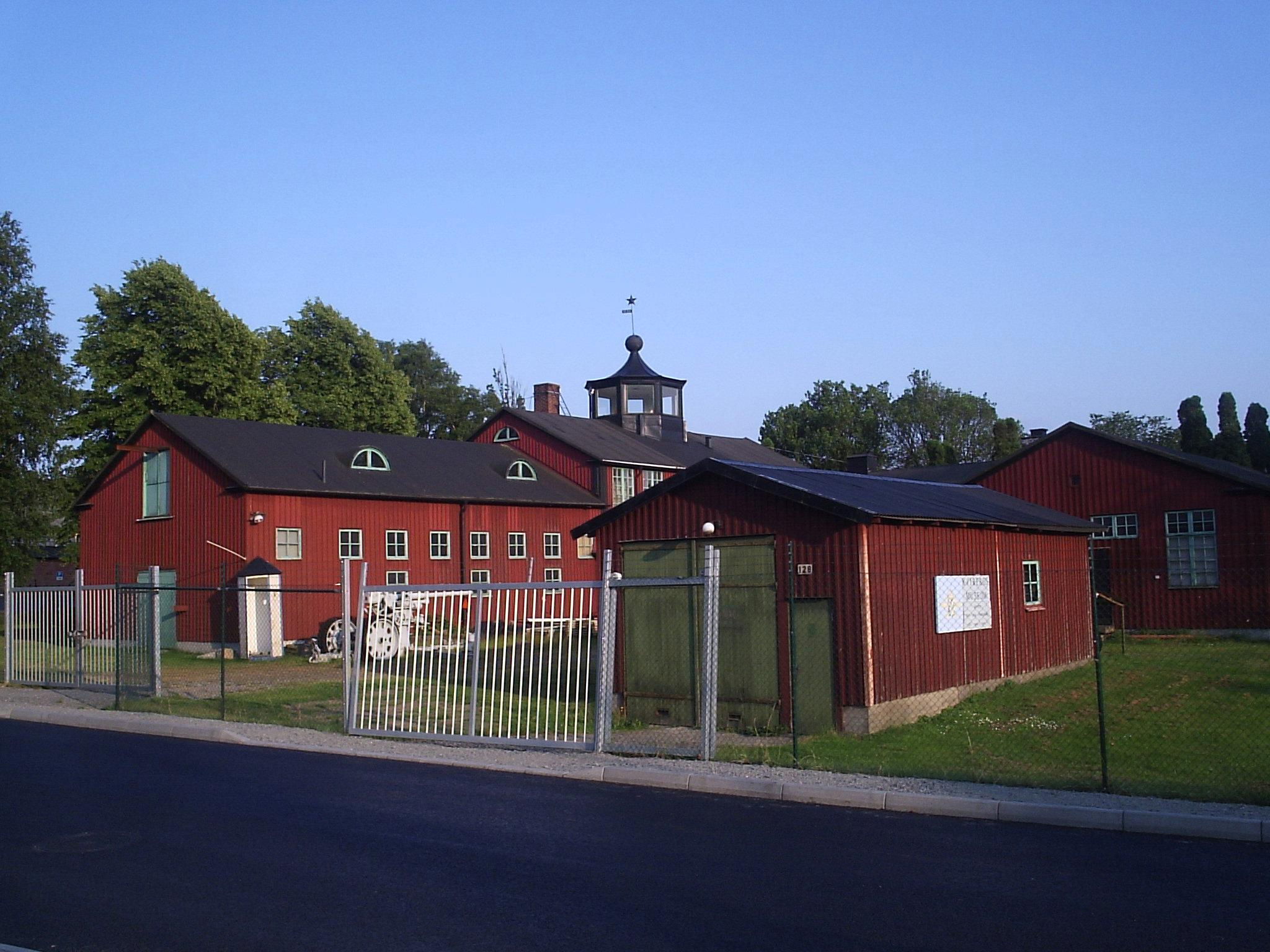
Kvibergs museum, baksidan.

Kvibergs museum var ett militärhistoriskt museum beläget i stadsdelen Kviberg, Göteborg. Museet var beläget i det tidigare hästsjukhuset på det gamla regementsområdet Kvibergs kaserner.

## Verksamhet
Museets speglade den militära verksamheten på Kviberg under perioden 1895–1994. Vid museet skildrades verksamheten vid:
- Göta artilleriregemente (A 2) åren 1895–1962
- Göta luftvärnsregemente (Lv 6) åren 1962–1994

Museet visade dessutom artillerimateriel, hästanspänd materiel, luftvärnsmateriel, uniformer och vapen.
Luftvärnet i Göteborg under beredskapstiden 1940–1945 och efterkrigstiden skildrades också.
År 2013 beslutade Kvibergs museums vänner att avveckla museiverksamheten. Nedläggningen genomförde den 9 april 2013, och uppmärksammades med en ceremoni vid museet, där dess fana överlämnades till Chefen för Luftvärnsregementet (Lv 6), vilket regemente tillsammans med Armemuseum förvaltar dess arv.